# Zankenhausen

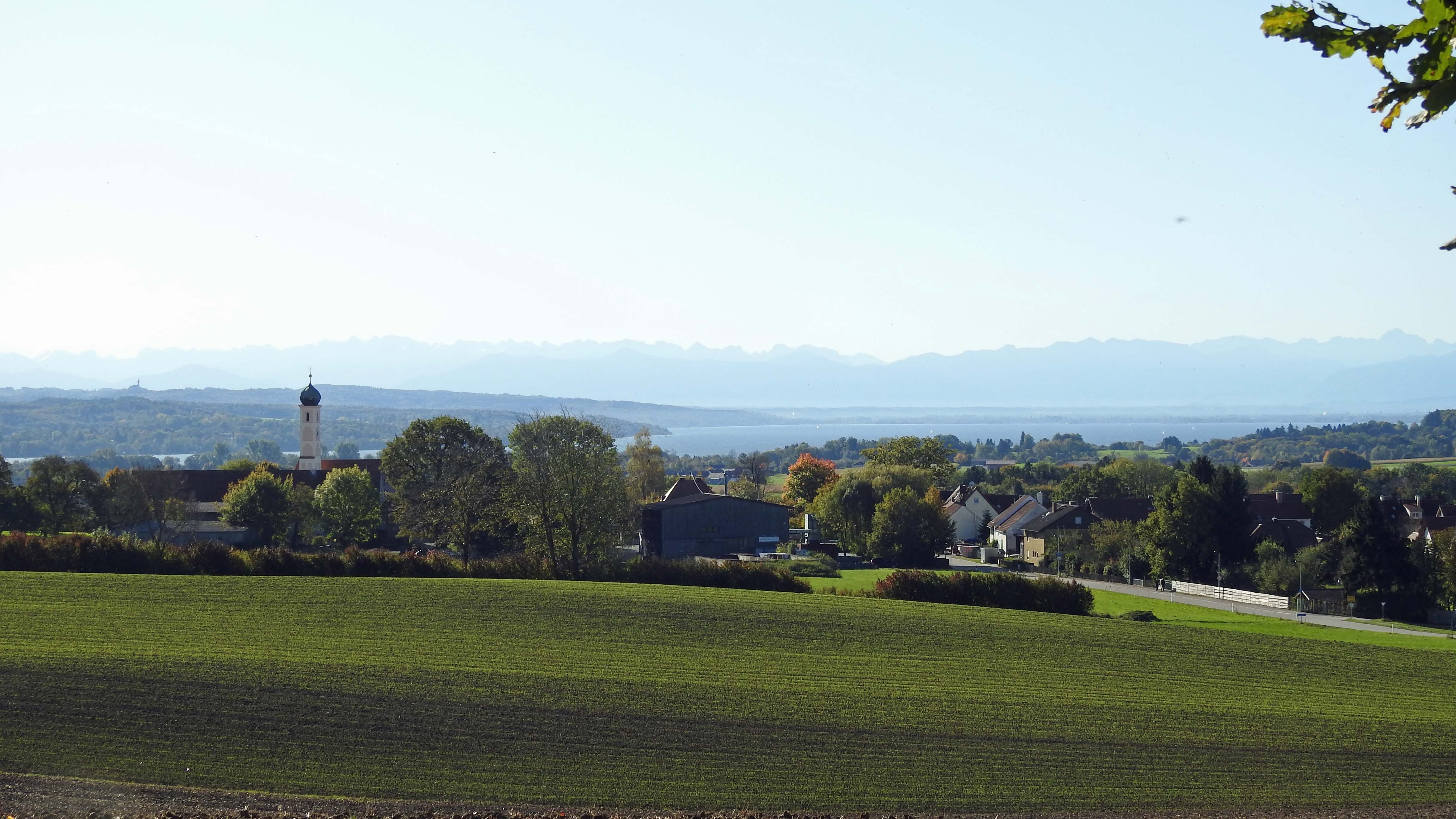
Zankenhausen mit Ammersee

Zankenhausen ist ein Gemeindeteil von Türkenfeld im oberbayerischen Landkreis Fürstenfeldbruck.

## Geographie
Zankenhausen liegt auf einer Hochebene zwischen dem Garnbach im Süden, dem Hölbach im Norden, dem Gollenberg im Westen und dem nördlichen Ampermoos im Osten.
Das Pfarrdorf liegt circa zwei Kilometer östlich von Türkenfeld. 

## Geschichte
Der Ortsname weist auf Brandrodung, das Sengen hin. Das Kloster Benediktbeuern hatte hier bereits im 10. Jahrhundert Besitzungen. Ab 1506 wird der Ort als Hofmark erwähnt, er ging 1596 an die Jesuiten von Landsberg.
Im Spanischen Erbfolgekrieg wurde der Ort bis auf die Pfarrkirche St. Johann Baptist niedergebrannt.
Die Gemeinde Zankenhausen hatte 1933: 235 Einwohner und 1939: 210 Einwohner.
Die ehemals selbstständige Gemeinde Zankenhausen mit den Ortsteilen Peutenmühle und Pleitmannswang wurde zum 1. Januar 1972 in die Gemeinde Türkenfeld eingegliedert. 

## Baudenkmäler
In die amtliche Liste der Baudenkmäler in Zankenhausen sind sechs Objekte eingetragen, darunter die Pfarrkirche St. Johannes Baptist, erbaut Anfang des 16. Jahrhunderts.